# Schwäbischer Landwein
Schwäbischer Landwein gehört zu den Deutschen Landweinen, die eine gehobene Stufe des Weins (früher: „Tafelwein“) darstellen und sich durch „gebietstypischen Charakter und ländliche Namensgebung“ auszeichnen.
Da beim Landwein die Landschaft, aus der die Trauben stammen, auf dem Etikett angegeben sein muss, handelt es sich beim Schwäbischen Landwein um solchen, der aus der Schwäbischen Landschaft, einem von 26 deutschen Landweingebieten, stammt.
Im Deutschen Weingesetz ist geregelt, wie die Bezeichnung „Landwein“ verwendet werden darf:

„Die Bezeichnung eines Weines als Landwein setzt voraus, dass
1. die zur Weinherstellung verwendeten Trauben zu mindestens 85 vom Hundert aus dem Landweingebiet stammen, dessen Bezeichnung der Wein trägt; die restlichen Anteile, einschließlich der zur Süßung verwendeten Erzeugnisse, dürfen nur aus Trauben hergestellt sein, die aus anderen Landweingebieten stammen,
2. eine Konzentrierung durch Kälte nicht vorgenommen worden ist,
3. der Abfüller von der nach Landesrecht zuständigen Stelle in das System der jährlichen Kontrollen zur Einhaltung der für Landweine bestehenden Produktspezifikationen aufgenommen worden ist.“

Verwendet werden darf die Bezeichnung „Landwein“ nur, wenn seine Herstellung zugelassen ist, was durch die deutschen Landesregierungen geschieht.
Zusammenfassend: Als Landwein deklarierter Wein muss, wie früher der „Tafelwein“, aus genehmigten Weinbergen der Region stammen und aus deutschem Lesegut, von zugelassenen Rebsorten und Rebflächen gewonnen sein. Sein Ausgangsmostgewicht muss jedoch höher als beim Tafelwein sein; der Mindestalkoholgehalt um mindestens 0,5 Volumenprozent höher liegen.
Dieser Landwein ist stets ein „trockener“ (herzhaft-herber) oder „halbtrockener“ (feinherber) Schoppenwein; auf dem Flaschenetikett muss die Bezeichnung „Schwäbischer Landwein“ angegeben sein. Zusätzlich ist auf dem Etikett nur noch der Name eines Bereiches erlaubt.
Nach der Verordnung des Baden-Württembergischen Ministeriums für Ernährung und Ländlichen Raum zur Durchführung weinrechtlicher Vorschriften vom 31. Mai 2005  wird der natürliche Mindestalkoholgehalt auf 5,9 Volumenprozent (50 Grad Öchsle) für schwäbischen Landwein festgesetzt.